# Anatoli Boisa
Anatoli Boisa, en géorgien : ანატოლი ბოისა; né le 9 septembre 1983 à Roustavi, Géorgie, URSS, est un joueur géorgien de basket-ball. Il joue au poste d'ailier.